# Witica alobatus
Witica alobatus là một loài nhện trong họ Araneidae.
Loài này thuộc chi Witica. Witica alobatus được Pelegrin Franganillo-Balboa miêu tả năm 1931.